# クラウディオ・マンドニコ
クラウディオ・マンドニコ（Claudio Mandonico、1957年 - ）は、イタリアの作曲家・指揮者。

## 人物
ナーヴェ出身。ブレシアのジョヴァンニ・リガサッキが主宰する音楽学校で、サクソフォーン、フルート、コルネット、ピアノ、コントラバスを学んだ。その後、ブレシア音楽院でジャンカルロ・ファッキネッティに作曲を師事し、1986年に卒業した。
ブレシア市民吹奏楽団「イジドロ・カピタニオ」のメンバーとして活動し、2012年に音楽顧問に就任した。その他にもアニョージネの吹奏楽団「コンカ・ドーロ」やタヴェルノレ・スル・メッラの吹奏楽団「オットリーノ・レスピーギ」などで指揮を振るなど、ブレシア県を中心に活動している。また1985年よりブレシア・マンドリンオーケストラの指揮者を務め、イタリア国内外で演奏活動を行っている。さらに古楽合奏団「パリーデ・エ・ベルナルド・ドゥージ」ではコルネットを担当し、ジャズバンド「イーストサイド・ビッグバンド」ではサクソフォーンとピアノを担当している。
演奏活動のほかにも各地の学校で楽曲分析・管弦楽法・指揮法などの指導を行っている。

## 作品

### 吹奏楽
- T.R.B.ブギ（1982）
- トランペット協奏曲（1983）
- フランコ・マルゴーラへのオマージュ（1985）
- グスターヴ・ホルストへのオマージュ（1985）
- 4つのベルガモの歌（1986）
- リチェルカーレ - ジョヴァンニ・レグレンツィの主題による（1998）
- ディヴェルティメント - ガエターノ・ドニゼッティ「人知れぬ涙」による（1999）

### マンドリンオーケストラ
- カラーチェ・ラグ（2001）
- チェチリアーナ - マックス・ローチの主題による
- ブルガリア幻想曲
- ジャズ・ポップ・ロック組曲
- ミュージック・フォー・プレイ
- プレリュードとフーガ
- 第1組曲
- ラヴェリアーナ
- スペイン組曲
- ティペラタトゥペティ
- セイキロスの墓碑銘

### 合唱
- スタバート・マーテル - 混成合唱と吹奏楽のための（1988）
- レクイエム - 混成合唱と吹奏楽のための（1989）

### 室内楽曲
- 第4組曲 - マンドリンとピアノのための
- 第5組曲 - マンドリンとピアノのための
- 主題と変奏 - マンドリンとピアノのための
- トリオ - マンドリン、ギター、ハープのための

## 著書
- Analisi della partitura "Huntingtower", Ballata per banda di Ottorino Respighi, in: Banda Viva - Pubblicazione della Associazione Bergamasca Bande Musicali (A.B.B.M.) 1993.; riedito in "Brescia Musica", dicembre 1993, pp. 14; febbraio 1994. pp. 21; aprile 1994, pp. 17 col titolo Una battuta di caccia in musica. Una ballata per banda di Ottorino Respighi.
- Analisi dell partitura "Quattro canzoni bergamasche" di Claudio Mandonico, in: Banda Viva - Pubblicazione della Associazione Bergamasca Bande Musicali (A.B.B.M.) 1994.

## 文献
- Marino Anesa: Dizionario della musica italiana per banda - Biografie dei compositori e catalogo delle opere dal 1800 a oggi, Seconda edizione riveduta e ampliata: oltre 5000 compositori, in collaborazione con ABBM (Associazione Bande Bergamasche), 2004. 2 volumi, 1204 p.
- Marino Anesa: Dizionario della musica italiana per banda, Primera edizione, 2 vols., 1993-1997.; 1036 p.; Vol. [1]. Biografie dei compositori e catalogo delle opere dal 1800 al 1945, Bergamo : Biblioteca Civica "Angelo Mai". - 1993. - 515 S.; Vol. [2]. Biografie dei compositori e catalogo delle opere dal 1800 ad oggi., Bergamo : Biblioteca Civica "Angelo Mai". - 1997. - 519 S.
- Marino Anesa: Composizioni di Claudio Mandonico, in: Rivista Italiana della Banda Musicale, gennaio-aprile 2000, pp. 14-26